# Yarmouthi rajtaütés
A yarmouthi rajtaütés a Császári Haditengerészet (Kaiserliche Marine) egyik támadása volt az Anglia keleti partján fekvő Great Yarmouth város hadi infrastruktúrája ellen az első világháború elején, 1914. november 3-án. A támadás célja egy közelben végrehajtott aknatelepítési művelet fedezése és kisebb erők előcsalogatása volt, hogy a keletebbre, Terschelling szigetétől északra helyezkedő csatahajóflotta elé vonják és megsemmisítsék őket. A csatacirkálók (nagycirkálók) által végrehajtott lövetés csekély károkat okozott, mivel a rossz látási körülmények miatt a rövidre sikerült német sortüzek lövedékei a parton csapódtak be. A németek csupán két brit rombolóval és egy aknaszedővel kerültek harcérintkezésbe, melyek a part mentén járőröztek és a rájuk zúduló heves tűz ellenére épségben átvészelték a találkozást. A németek a navigációs nehézségek miatt elszenvedett késedelem miatt a tervezettnél hamarabb megszakították a hadműveletet, így a partok mentén déli irányba tervezett rövid portyázásuk elmaradt. A támadók ellen Yarmouth kikötőjéből kifutó három tengeralattjáró közül a D5 jelű az egyik újonnan telepített német aknára futott és elsüllyedt.
A Wilhelmshaven előtti Jade-torkolathoz való visszatérést követően az egyik német páncélos cirkáló, a Yorck a nagy ködben két saját telepítésű aknára futott és súlyos emberveszteséggel elsüllyedt.

## Előzmények
1914. októberének végén a közismerten németellenes John Fisher tengernagyot nevezték első tengeri lorddá. A németek nem kívánták megvárni, hogy az ő vezetésével a britek ragadják magukhoz a kezdeményezést és ehhez kapcsolódóan október 28-án vetődött fel az angol partok előtti aknazárak telepítésének ötlete. Friedrich von Ingenohl flottaparancsnok javaslatára ezt erős támogatással kellett végrehajtani, miután a tapasztalatok szerint az erős brit védelem miatt felszíni hadihajók csupán cirkálókísérettel nem tudták volna már megközelíteni a partokat. A tervek szerint könnyűcirkálóknak kellett a Smiths Knoll világítóhajó és Lowestoft közti részen egy aknazárt létrehozniuk csatacirkálók védelme alatt.Ezzel zavarni akarták a La Manche és a keleti part közötti hajózást és a Yarmouth-tól és Gorlestontól keletre zajló halászatot. Az aknatelepítés befejeztével a könnyűcirkálóknak déli irányban a Smiths Knoll–Haaks világítóhajók vonaláig kellett hajózniuk és meg kellett itt semmisíteniük az ellenséges megfigyelőhajókat, avagy északi irányba kellett őket vonniuk maguk után, hogy a Terschelling szigete előtt lesben álló I. és III. csatahajórajok elé csalogassák őket. A csatahajórajokat Friedrich von Ingenohl az október 6-ai császári utasítás értelmében nem küldhette a többi hajóraj közvetlen támogatására, így csak a Német-öböl nyugati vizein várakozhatott velük. A flottaparancsnok a csatahajórajokkal azért is kihajózott, hogy a gyakorlatoztassa a háború kezdetén még kiképzés alatt lévő legénységet.
A tervezésnél gondot okozott az, hogy a hajók a sötétség beállta után futhattak csak ki, hogy az ellenség megfigyelőhajói és tengeralattjárói ne észlelhessék őket, másrészt az aknatelepítést is éjjel kellett volna kivitelezni, hogy az ellenség idejekorán ne fedezhesse fel, amihez azonban még nappal útnak kellett volna indulni. Franz Hipper ellentengernagy, a felderítőerők parancsnoka azt javasolta, hogy a hadművelet a sötétség beálltakor indítsák meg és az aknatelepítést napközben hajtsák végre, amiről viszont egy elterelő hadművelettel, éspedig Great Yarmouth kikötői berendezésének lövetésével tereljék el a figyelmet.
A hadműveletről feltételezték, hogy erőket vonhat el a francia és belga partoktól és nagy hatással lesz a brit lakosságnak a flottába vetett bizalmára.A hadművelet tervéhez való uralkodói hozzájárulást Ingenohl október 29-én kérte és a császár még aznapi választáviratában jóváhagyta, meghagyva, hogy minden lehetséges eszközzel, köztük léghajók északi irányú bevetésével is igyekezzenek megakadályozni, hogy a rajtaütő erők háta mögé kerülve elvágja az ellenség a visszavonulási útvonalat. A napokban azonban erős keleti szél tombolt a partvidéken és emiatt csak november 3-án lehetett végrehajtani a hadműveletet.

## A hadművelet

### A német haderő felvonulása
November 2-án futottak ki az Emsről az U 6, U 14, U 21 és U 22 tengeralattjárók, hogy a Yarmouth elleni hadművelet támogatására Terschellingnél egy 30 tmf hosszúságú védelmi vonalat alkossanak. Az összes többi bevethető tengeralattjárót az Emsnél vonták össze, mialatt rombolók és aknakeresők fésülték át a Helgolandi-öblöt aknák és tengeralattjárók után. 
13:30-ra az I. és II. felderítőcsoportok Hipper altengernagy vezetésével és az I. és III. csatahajórajok von Lans altengernagy és Funke ellentengernagy vezetésével a kíséretükhöz tartozó rombolóflottillákkal a Schillig révnél, a III. és IV. felderítőcsoportok a Wesernél gyülekeztek. A Reinhard Scheer altengernagy vezette, régi pre-dreadnoughtokkal rendelkező II. csatahajóraj egységei ebben a hadműveletben nem vehettek részt, mivel a víz alatti találatok esetén az úszóképességüket javító berendezésekkel szerelték fel őket a kieli hajógyárban.
A flotta zászlóshajóján megtartott tengernagyi megbeszélés után 16:30-kor Hipper a cirkálóival felvonatta a horgonyt és – az ellenség tengeralattjáróinak kikerülése érdekében – Helgoland felé indult el, majd a szigethez érve Anglia délkeleti partja felé vette az irányt 20 csomós sebességet tartva. (Lásd: Útvonaltérkép Karte 13) A Straßburg és a Graudenz képezték az elővédet, mögöttük 3 tmf-del haladtak a nagycirkálók, sorban a Seydlitz, a Moltke, a Blücher és a von der Tann, míg a Kolberg és az aknákat szállító Stralsund könnyűcirkálók (kiscirkálók) a nagycirkálók nyomdokvonalát követték. Eredetileg melléjük rendeltek egy rombolóflottillát, de ez nem tarthatott velük, mivel a rombolói a még mindig erős hullámzásban vagy az időjárás újabb romlása esetén nem tudták volna tartani a hadművelet végrehajtásához szükséges sebességet.
18:00-kor futott ki a modern csatahajókkal rendelkező I. és III. csatahajóraj a flottazászlóshajóval együtt csaknem ugyanazon az útvonalon haladva, mint a cirkálók. Eleinte 10, majd 12 csomóval haladva 22:00-kor a csatahajórajok hét külön csoportra oszlottak, melyek két tmf távolságra helyezkedtek egymástól. Ez egy a békeidőben begyakorolt formáció volt az éjszakai haladáshoz, aminek célja a rombolótámadásokkal szembeni nagyobb fokú védelem volt. Ezen alakulatok kifutása után a Nyílttengeri Flotta hátramaradt egységei a külső révekre vonultak ki fokozott készenlétet tartva. Az V. csatahajóraj az Elba torkolatában, a VI. csatahajóraj a Külső-Jadén foglalt pozíciót. Az Albatroß és a Nautilus aknarakók készenlétben álltak taktikai aknazárak azonnali telepítéséhez és a kórházhajók is felfűtött kazánokkal várták az azonnali kifutási parancsot.

### Az Északi-tengeren átvezető út

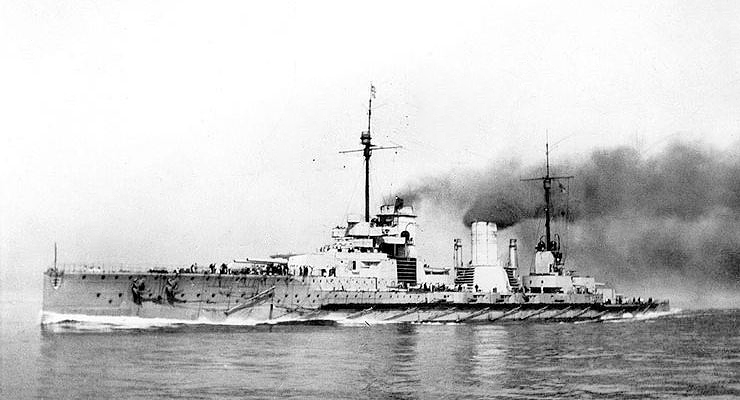
A támadó kötelék zászlóshajója, a Seydlitz csatacirkáló

A flotta útja zavartalan volt, az erősen párás időben kelet-délkeleti irányból 2-es erősségű szél fújt, az alacsonyan szálló felhők között időnként előbukkant a Hold. Hipper elővédjének könnyűcirkálói éjfél körül Terschellinggel egyvonalban észlelték a halászhajók első csoportját, majd 04:15-kor ezek egy második vonalát érték el. Az angol partok közelében már nagy számú vitorlás és gőzhajó volt látható, de semmi nem utalt arra, hogy szabályosan megszervezett megfigyelést végeznének és rádiójeleket sem sugároztak. A német történetírás szerint ekkor bánták meg, hogy nem hozták magukkal a rombolóflottilláikat, mivel a rombolók jelentős mennyiségű halászhajót süllyeszthettek volna el a legénységük átvétele után és ezzel a brit háborús erőfeszítéseknek is jelentős károkat okozhattak volna. A cirkálók ezt nem tehették meg helyettük, mivel a tengeralattjáróveszély miatt nem állhattak meg és a feladatuktól sem térhettek el. A brit hajók többsége azt hitte a saját hajóik érkeznek és köszöntésükre még fel is vonták a brit zászlót. Csak néhány brit gőzös érezte meg a veszélyt, ezek nagy sebességgel vették az irányt Yarmouth felé mikor meglátták a közeledő cirkálókat.
A nagy számú halászhajó mellett a partok megközelítését az is megnehezítette, hogy a cirkálók navigációs tisztjei Helgoland mellett elhaladva a ködös időben nem tudtak kivenni biztos viszonyítási pontokat és a bizonytalan látóhatár miatt asztronómiai megfigyeléseket sem lehetett megbízhatóan végezni, ami azt eredményezte, hogy mikor a hajók 05:30-kor egyeztették a mért pozíciójukat, akkor 10 tmf-ig terjedő eltérések mutatkoztak. A hadműveletre ez nagy kockázatot jelentett, mivel a 9-10 m merülésű hajók a part menti homokpadok felé haladtak és nem lehettek biztosak abban, hogy a tájékozódást segítő világítótornyok üzemelnek-e vagy a kihelyezett tájékozódási jelek a helyükön vannak-e még.

### Az aknatelepítő hadművelet megkezdése

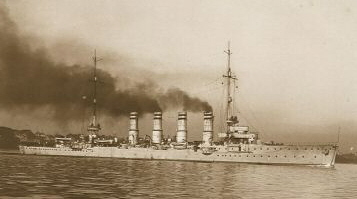
Az aknatelepítést végrehajtó Stralsund könnyűcirkáló

A zászlóshajó pozíciómeghatározása szerint 06:30-kor már elérték a Smiths Knoll világítóhajót, ezért Harder fregattkapitány a csatacirkálók farvizében haladó Stralsunddal hozzáláttatott az aknák telepítésének, hogy ezzel a parancsai értelmében elzárja a Haisborough Gat csatornát. (Lásd: Aknazár helyzete Karte 14) Már 06:15-kor 15 csomóra mérsékelték a sebességet, hogy a 40 méteres (mélységű) vonalat megközelítsék. A brit és holland halászhajók között csak nagy gonddal tudtak a cirkálók előrehaladni a part irányába folyamatosan mélységméréseket végezve, azonban a tengermélység nem csökkent, sem a világítóhajó nem bukkant fel a vártak szerint. Ezzel világossá vált, hogy túl korán kezdtek hozzá az aknatelepítéshez. A Stralsund a megmaradt aknákat nagyobb távközökben rakta le, hogy megfelelő mennyiségű tartaléka maradjon a parthoz közelebbi útvonalakra. Mikor túl közel került hozzájuk egy-egy halászhajó, akkor Harder fregattkapitány szünetet tartatott az aknatelepítésben, ezzel próbálva megakadályozni, hogy a jelenlétének valódi oka kiderüljön.
A vártnál egy órával később, 06:30-kor tűnt fel egy „Smiths Knoll Watch” feliratú bója közvetlen a hajók közelében, aminek segítségével pontosan meg tudták határozni a Yarmouth felé vezető utat. Hamarosan a zászlóshajón hirtelen mélységcsökkenést állapítottak meg (az eddigi 40 m helyett 15 m-t mérve), majd újabb színes bóják alapján a Hearty Knoll-homokpad déli részéhez értek ki. Emiatt idő előtt délnyugati irányba kellett kitérjen a német kötelék és csak miután az elővédhez tartozó Straßburg egy egykéményes világítóhajó feltűnését jelentette a ködben (ami minden bizonnyal a Great Sand homokpadé lehetett), fordulhattak ismét a part irányába. Hipper nyugati, enyhén északi irányra állva közelített az észlelt világítóhajóhoz, hogy röviddel ennek elérése előtt dél-délnyugati irányra állva a Corton világítóhajó felé haladjon és ezután megkezdhesse Great Yarmouth partmenti létesítményeinek lövetését.

### A brit járőrhajók lövetése

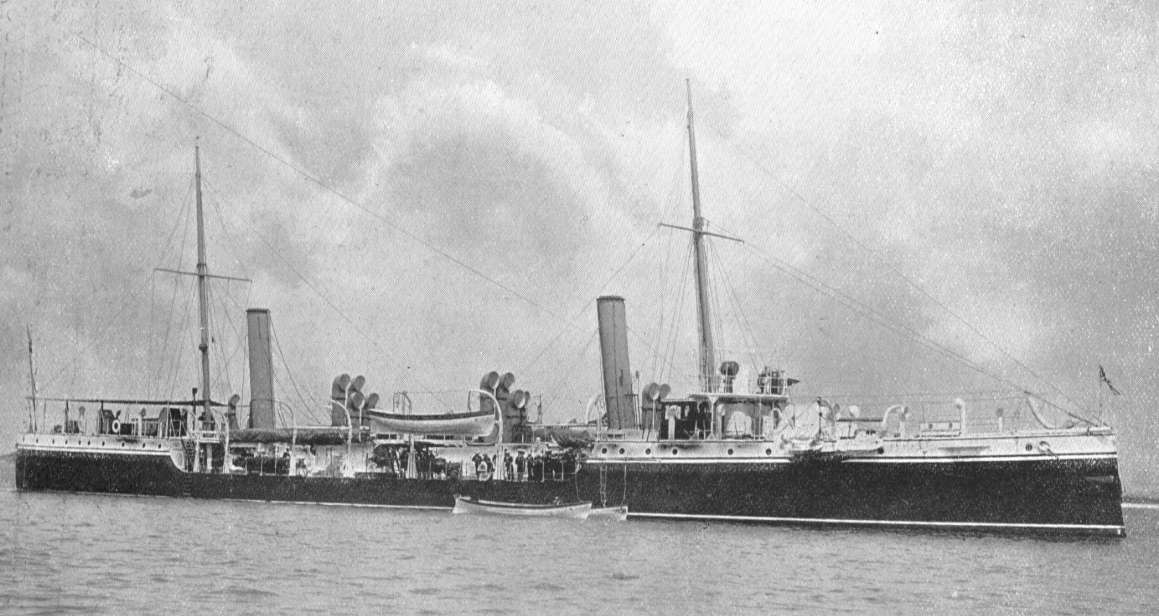
A brit Halcyon még mint torpedó-ágyúnaszád

Még mielőtt a város lövetéséhez hozzálátott volna, pár kisebb méretű, szorosan a part mentén haladó hadihajó elvonta Hipper figyelmét, és úgy döntött, előbb ezekre nyit tüzet. Ehhez délnek kanyarodott, ami a part lövetése szempontjából túl korán végrehajtott manőver volt. Hamarosan egy kétkéményes, kétárbócos Halcyon-osztályú torpedóágyúnaszádot lehetett kivenni (ami maga a Halcyon volt, aknaszedővé átalakítva), majd a közelében egy rombolót (Lively), egy másik rombolót pedig a parthoz még közelebb (Leopard) észleltek. A brit hajók a part menti vizeket fésülték át aknák után kutatva.. A Halcyon fényjelzésekkel azonosításra szólította fel a közeledő hajókat, mire a németek ágyútűzzel válaszoltak. A Straßburg és a Graudenz még az előtt tüzet nyitott az ellenségre 8500 m és 7700 m távolságból 08:15-kor, hogy a csatacirkálók ehhez déli irányba elkanyarodtak volna. A két könnyűcirkáló megsemmisíthette volna a három kisebb brit hajót, de Hipper visszarendelte őket a csatacirkálók elé attól tartva, hogy az ellenség az órákon át tartó megközelítése alatt aknazárakat létesített és tengeralattjárókat helyezett el a fogadásukra, ezután pedig a Seydlitznek adott ki tűzparancsot.
Ezt a zászlókkal és Z-állomáson keresztül kiadott utasítást a Moltkén és a Blücheren félreértelmezték és rájuk vonatkozónak vélték. Ennek eredményeként a Moltke még a Seydlitz előtt tüzet nyitott, majd a Blücher is csatlakozott a lövetéshez. A tüzérségi fegyelem így perceken át mellőzve lett és a kisméretű célpont a 9800 és 17 000 m közötti távolságokból leadott, különböző űrméretű lövegek sortüzének vízoszlopai mögött teljesen eltűnt, így pedig lehetetlen volt a megfigyelése. A Halcyon a kísérő rombolóival a menetirányának változtatásával így ki tudott kerülni a németek tüzéből. A Moltke 08:12 és 08:26 között kizárólag a brit hajókat lőtte, de a tüze nem bizonyult hatásosnak. Arthur Hungerford Pollen feltaláló és újságíró a Halcyon legénysége által tapasztaltakról a következőket írta:
Privát levelekben az áll, hogy rövidre és hosszúra sikerült sortüzek csapódtak be körülöttük és a hajót annyi víz borította el, hogy a túlterheléstől kis híján elsüllyedt. Egy emberrel gránátszilánk végzett.

### Yarmouth lövetése

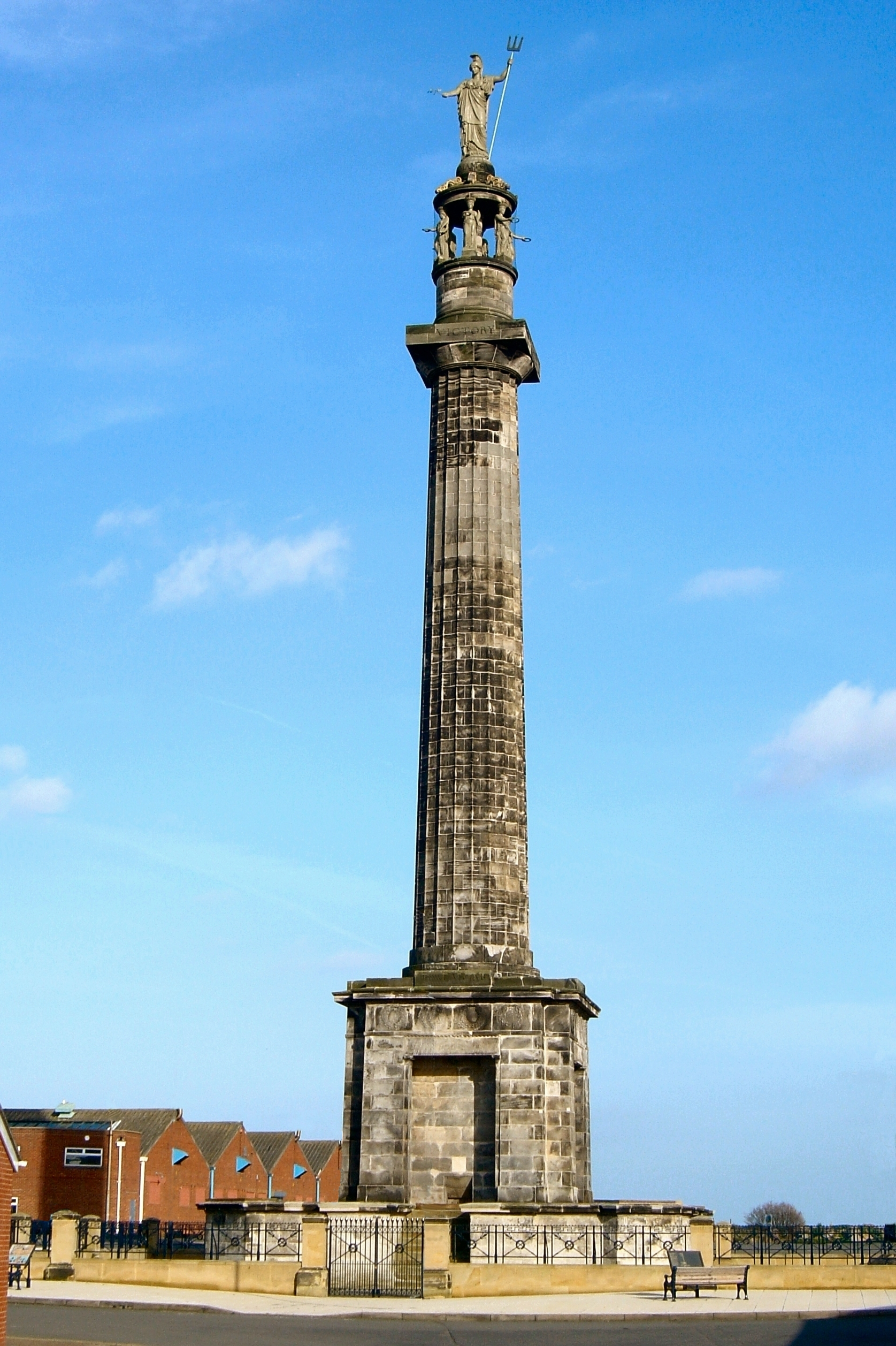
A yarmouthi Nelson-szobor

Míg a Moltke sokáig a kis hajókat lőtte sikertelenül, a Seydlitz és a Blücher három perc után a parton lévő célpontokra helyezte át a tüzét és ebben csatlakozott hozzájuk a csak most tüzet nyitó von der Tann is. A csatacirkálók a North Star Battery és a South Star Battery partvédelmi ütegeket, a szárnyüteget és a partvédelmi őrállomást vették célba. A feltételek azonban rendkívül kedvezőtlenek voltak, mivel a tengeralattjárótámadástól tartva a menetirányt folyamatosan változtatva nagy sebességgel haladtak, a célpontokat pedig sűrű pára fedte. Csak lassan tűntek fel jól kivehető tájékozódási pontok a parton, mint a 44 m magas Nelson-szobor. A hadművelet megtervezésekor számoltak ezzel a problémával, ezért előbb a navigációs adatok alapján, majd pedig segédcélok felhasználásával közvetetten mértek tűzcsapást. A Seydlitz 13-15 000 m, a Blücher 19 400 m, a von der Tann 19-20 000 m távolságra tüzelt, azonban csak a legnagyobb távolságokra kilőtt lövedékek érték el a partot. Röviddel a tűz megnyitása után a Blücherről ellenséges lövedékek becsapódását figyelték meg a német hajók közelében, melyek a parti ütegek felől, avagy az időnként tüzet nyitó Halcyontól érkezhettek. Mivel a partok elleni tűzcsapás hatását a párás időben nem lehetett megfigyelni, ezért a németek ismét áthelyezték tüzüket a Halcyonra. Erre a célpontra az utolsó lövéseket a von der Tann adta le 08:31-kor 13 600 m távolságból. Ezután a három brit hadihajónak sikerült a belső hajózási útvonalra kerülve megmenekülnie. A harc közben a Halcyon nyílt üzenetben jelentette, hogy nagy német hadihajók tüzébe került.
A könnyűcirkálók közül a Kolberg és a Stralsund a harc kezdetéig a csatacirkálók farvizében haladt. Előbbinek kellett az utóbbit az aknatelepítés közben vezetnie és segítenie a navigálásban. Mikor kiderült, hogy 2 tmf-del távolabb vannak a partoktól, mint azt feltételezték, a Kolberg kivált a kötelékből, hogy a Corton-világítóhajóhoz vezesse az aknarakó társát, mivel a hadműveleti parancsok szerint a belső útvonalakat is el kellett aknásítani. A két cirkálót azonban Hipper visszarendelte a zászlóshajóhoz, mivel el akarta kerülni a partok közelében veszélyt rejthető tengeralattjárókat és aknamezőket. Hipper számára elegendő volt a Smiths Knoll és a Haisborough Gat előtti területek elaknásítása, mivel a La Manche irányába zajló hajóforgalom számára ezek is fontosak voltak. Az aknák 2-3,5 m mélységben kerültek elhelyezésre, ami miatt nehezebb lehetett a felszedésük. A németeknek minden igyekezetük ellenére sem sikerült titokban tartaniuk az aknatelepítés tényét és a Blücheren már 12:35-kor elfogtak egy olyan brit rádióüzenetet, melyben a Smiths Knoll előtti vizek elé frissen telepített aknazárról tettek említést.

### Német visszavonulás
Az aknatelepítési művelet 08:56-kor ért véget. A német kötelék az ellenséges tengeralattjárók esetleges felbukkanásán kívül azért is nehéz helyzetben volt, mert három aknamező fogta közre: a most telepített aknák, a Königin Luise által létrehozott aknazár és a Texeli ütközetben megsemmisített 7. romboló-félflottilla egységei által kiszórtak közül is lehettek egyesek élesítve a német félelmek szerint. A német vezetés meglátása szerint egy nagyobb ellenséges haderővel való találkozás esetén aligha tudtak volna visszatérni keletnek ezen aknamezők érintése nélkül. Emiatt jelentőséggel bírt számukra, hogy minél előbb a Stralsund által telepített aknáktól keletre kerüljenek. Erre és a hadművelet késedelmére tekintettel a déli irányba tervezett kitérőt nem hajtották végre és a legrövidebb úton Terschelling felé vették az irányt. A négy könnyűcirkálót elővédként 5 tmf-del (9 km) a csatacirkálók előtt haladt azoktól jobbra.
A part lövetése alatt a csatahajórajok a tervnek megfelelően felvették a kijelölt pozíciójukat Terschellingtől 60 tmf-re északnyugatra, a csatacirkálóktól mintegy 100 tmf-re, így a nagy távolság miatt a biztosítás nem volt közvetlen. Ellenséges hadihajók nem bukkantak fel itt. 10:00-kor Hipper jelentette Ingenohlnak a hadművelet sikeres befejezését és hogy 22 csomós sebességet tartva visszaindult, majd 10:30-kor jelezte, hogy északkeleti irányban egy magányos brit cirkáló tartja őket szemmel. Ingenohl nem látta veszélyeztetve Hipper kötelékét, ezért igyekezett minél előbb Helgoland közelébe érni, hogy a csatahajói ne legyenek kitéve az ellenség esetleges éjszakai torpedótámadásainak.

### A brit reakció

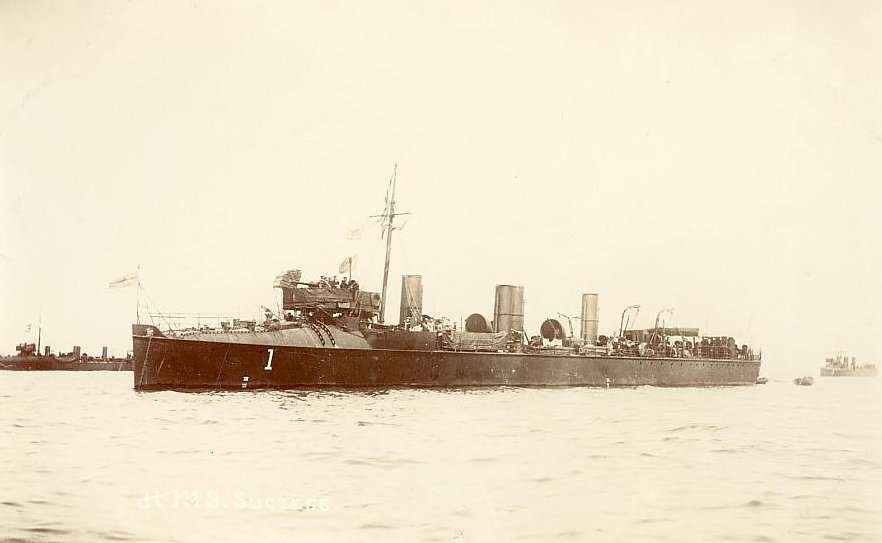
A Success romboló (a Lively-hez és a Leopardhoz hasonlóan B-osztályból)

Brit oldalról ezen a napon csak öt pre-dreadnought volt a hadműveleti terület közelében (Majestic, Jupiter, Queen, Venerable a Temze-deltában és az Irresistible Doverben). Ezek közül is csak kettő tudott volna két órán belül kifutni. Rajtuk kívül csak a 3. rombolóflottillával a Széles Tizennégyeseknél cirkáló Undaunted és Aurora könnyűcirkálók voltak csak a nyílt tengeren, melyek közbe tudtak volna avatkozni. A Yarmouth Patrolnak csak ez a három egysége volt kint a tengeren és a Halcyon jelentésére riadóztatták a többi hadihajót, ezzel egyidőben pedig már érkeztek is a partra az első lövedékek, de a ködben nem lehetett látni, ezek honnan érkeztek. Mire Yarmouthból kifutottak a hajók, addigra a németek már elvonultak. A Success romboló megindult az irányukba és három másik a yarmouthi kikötőben álló romboló a kazánok felfűtéséhez látott. Három nyílttengeri tengeralattjáró, az E10, a D3 és a D5 épp kifutásra kész állapotban Gorlestonban volt, mivel a Kattegathoz és Terschellinghez indultak volna bevetésre. Ezeket is azonnal a német cirkálók után küldték ki. A német történetírást szerkesztő Groos ebben Hipper óvatosságának jogosultságát látja, aki épp a tengeralattjáróveszély miatt nem kívánt hosszabb ideig az angol partoknál időzni. A tengeralattjárók így már nem tudtak támadást intézni a német cirkálók ellen. A kikötő elhagyásakor a D5 az egyik német aknának ütközött és elsüllyedt. Huszonöt fős személyzetéből öten meg tudtak menekülni.
A két mérfölddel (1,7 tmf, 3,2 km) a Halcyon mögött haladó Lively romboló röviddel a harc kezdete után mesterséges ködfalat húzott a brit hajók és a csatacirkálók közé, így a Halcyon csak csekély sérüléseket szenvedett és csak hárman sérültek meg a fedélzetén. A Halcyon 08:45-kor azt jelentette, hogy az ismeretlen erejű német haderő délnyugatnak tart. Tyrwhitt sorhajókapitány, a harwichi flottillák parancsnoka már az első riadó alkalmával a külön hajózó Undauntedet és a kikötőbe épp visszatérő Aurorát azonnal a Smiths Knoll világítóhajóhoz rendelte, míg ő maga az Arethusával és egy másik rombolódivízióval Terschellinghez tervezett előretörni, amint ezek a hajók kifutásra készen állnak. Azt tervezte, hogy az erejében erősen alulbecsült németek útvonalát elvágja, amihez az Aurora és az Undaunted is ide kellett kövesse. A Halcyon 09:30-kor futott be Yarmouth kikötőjébe és ekkor tudott csak részletes információkkal szolgálni. Jelentése szerint a német haderő 4 csatahajóból és 4 négykéményes cirkálóból állt és a parttól 12 tmf-re került ki a látóköréből. Egy korábbi Gorlestonból való jelentés még 1 csatacirkálóra és 3-4 egyéb cirkálóra tette a németek erejét, mely haderő délnek hajózott. Ez a jelentés jutott el 10:00 körül az admiralitáshoz valamint Hood tengernagyhoz Dünkirchenbe és Burney tengernagyhoz, a Csatorna Flotta parancsnokához. A Queen és az Irresistible csatahajók azonnal parancsot kaptak a kint lévő flottillák felvételéhez való pozíció elfoglalására. A német történetírás megjegyzése szerint ezen elégtelen intézkedések fényében sajnálatos volt, hogy Hipper nem folytatta a déli irányú előrenyomulását.
Dél körül jelentették Yarmouthból, hogy a támadók közül két csatacirkálót és négy könnyűcirkálót tudtak azonosítani. Tyrwhittet emiatt figyelmeztették, ne engedje, hogy elvágják a visszavonulási útját. Mivel az admiralitás látott esélyt arra, hogy ez a német akció csak felvezetése volt egy nagyobb támadásnak, Beatty tengernagyot 10:55-kor (09:55 GMT) arra utasították, hogy egy Helgolandtól északra lévő pontig hajózzon ki a csatacirkálóival, ahol a Scapa Flow-ból kifutó könnyűcirkálók csatlakozni fognak hozzá és együttesen elvágják az ide visszatérő németek útját. Ekkorra azonban Hipper már 50 mérföldre (42 tmf, 80 km) volt tőlük úton hazafelé.
A Grand Fleetet is tájékoztatták ezekről a lépésekről és az Írország északi részén lévő Lough Swilly-ben állomásozó csatahajórajok kifutottak Scapa Flow irányába, ahol gyülekeznie kellett a flottának. Ide irányították át a 3. csatahajórajt is, amelyik ekkor Írországtól északnyugatra volt és a La Manche felé tartott. Ezeknek az intézkedéseknek csak akkor lett volna hatásuk, ha a németek a part mentén északi irányba indultak volna meg. Amennyiben a La Manche felé mentek volna, úgy már túl késő lett volna számukra az elfogáshoz. Emiatt a Csatorna Flottát Portlandból azonnal Spitheadbe irányították át, miközben a Venerable és öt tengeralattjáró a Temze torkolatánál erősítette a védelmet a Queen és az Irresistible csatahajókkal együtt. A Majestic és a Jupiter is ide indult, amint kifutásra kész állapotba hozták őket.
Dél körül egy Lowestoftba befutó halász arról számolt be, hogy a németek a Smiths Knoll világítóhajó előtt 5 mérföld hosszúságú aknazárt telepítettek. Ezt az admiralitás azonnal továbbította a flotta irányába. Eddigre az Aurora könnyűcirkáló már áthaladt az aknazár felett 11:00-kor, de valószínűleg az aknák egymástól való túl nagy távolsága (40 m) miatt nem futott rá egyikre sem. Mindeközben Tyrwhitt az Arethusával és hat rombolóval Suffolk partjai előtt Smiths Knoll felé tartott, így az Undaunted ekkor még egyedül tört előre Terschelling irányába. Az 53. szélességi fokhoz érkezve négy német cirkálót észlelt maga mögött, melyek az angol partok felől érkeztek és melyekről számukra úgy tűnt, a hajójukat üldözi. Ezek közül két könnyűcirkálót – nem először – Roon-osztályú páncélos cirkálónak véltek a britek. Az Undaunted északnak kanyarodva nagy sebességgel kitért előlük, majd nyugati irányra állt azzal a szándékkal, hogy a németeket az angol partok felé csalja. Miután ez nem sikerült, azokkal egy irányban haladt, nagy távolságot tartva tőlük.
12:30-kor Tyrwhitt az Arethusával a Corton-világítóhajóhoz ért és kétszer is ugyanazzal a szerencsével áthaladt a német aknazáron, mint az Aurora, miközben az Undauntedhez akart csatlakozni, de kora délután az admiralitás visszarendelte azzal, hogy túl nagy az ellenség túlereje. Az Aurorát és az Undauntedet ezért visszahívták és csak 16:00-kor folytatták Terschelling irányában az előretörést a Német-öböl felé, miután Tyrwhitt összevonta a 3 cirkálóját és a 13 rombolóját Anglia és Hollandia között félúton. Míg azonban az erőket összevonták, addigra a németekkel való kapcsolat megszakadt. Mivel ezt nem sikerült helyreállítani, Beatty csatacirkálóit is visszarendelték.

### A német hazatérés

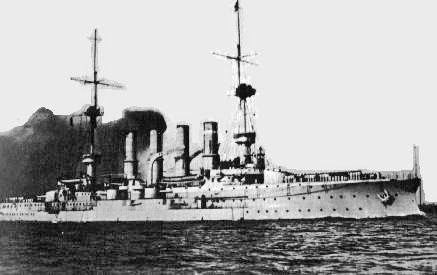
A Yorck páncélos cirkáló

Német oldalról először az Aurorát észlelte az elővéd még 09:00 körül. Abból, hogy ez a könnyűcirkáló nagy távolságot tartva szemmel tartotta őket, a németek arra következtettek, hogy elkerülhetetlen lesz az összecsapás egy erősebb brit kötelékkel, ezért 23 csomóra fokozva a sebességet igyekeztek a német zömmel való találkozást felgyorsítani. 10:00 körül egy újabb cirkáló (az Undaunted) tűnt fel észak-északkeleti irányban, mely keletnek tartott, időnként látható volt a rombolókísérete is. Még az előtt eltűntek, hogy a németek feléjük fordulhattak volna, de a nagy sebességük folytán reménytelen vállalkozás lett volna fellépni ellenük.
A nagy sebességgel való haladás amúgy is gondot okozott volna a németek számára, mivel 11:00 után előbb a Kolberg, majd a von der Tann sem tudta tartani a kötelék sebességét. A Kolbergnek a kazánterem szellőztetőrendszerével akadt gondja, a von der Tannak pedig a gyenge minőségű szénnel. Ezzel szemben a régebbi expanziós gőzgépekkel felszerelt Blücher tartani tudta a lépést a többi hajóval. A németek 13:45-kor érték el a felvételüknek első vonalát képező tengeralattjárókat Terschellingnél. A legészakabbra lévő U 21 már a felszínre emelkedett, hogy támadást hajtson végre, de még időben azonosítani tudta a Straßburgot.
A brit cirkálók csak 19:00 körül érték el a német tengeralattjárók vonalát, de mivel ezek parancsa szerint már sötétedéskor vissza kellett induljanak a támaszpontjaikra, már nem voltak ekkor itt. A német zöm 22:00 körül érkezett vissza a támaszpontra zavartalanul. A hadműveletben a németek sokat vártak a léghajók és a repülőgépek jelentette előnyöktől a felderítés során, azonban ezek az előző napokban az erős keleti szél miatt, november 3-án pedig a rossz látási viszonyok miatt nem tudtak a hadihajók segítségére lenni.
A német flotta a bevetésről visszaérkezve a nagy köd miatt előbb a Jade-torkolat előtti Schillig-réven horgonyzott le. A rossz látási viszonyok miatt a hajók csak a közvetlenül előttük és mögöttük lévőket látták. A csatahajórajok biztosításához tartozó Yorck páncélos cirkáló ennek ellenére felvonta a horgonyt, hogy az ivóvíztartályainak javítása miatt előbb befuthasson Wilhelmshavenbe. Ehhez egy kétoldalról aknazárral szegélyezett szűk sávon kellett volna áthaladnia, mely a révre déli irányból csatlakozott. A tengeráramlás megváltozása miatt azonban az aknazár jelzőhajójának túloldalára sodródott át, mely jelzőhajót csak akkor vettek észre, mikor már csak 200 méterre voltak tőle. Az élesen elkanyarodni próbáló páncélos cirkáló gyors egymásután két aknára is ráfutott, majd felborult és csaknem a legénység fele odaveszett.

## A hadművelet megítélése
A hadművelet sikeres végrehajtásáért Hipper tengernagyot Vaskereszttel tüntették ki, de visszautasította annak viselését, mivel úgy érezte csekély eredményeket értek el. Habár az eredmények nem voltak látványosak, a német tiszteket fellelkesítette az a könnyedség, amivel Hipper a brit partokhoz ért, majd ahogyan távozott onnan és ez felbátorította őket az újabb hasonló bevetésekre. A brit ellenreakció elmaradása részben a Coronelnél elveszített csatáról érkezett híreknek köszönhető, illetve annak, hogy John Jellicoe tengernagy, a Grand Fleet parancsnoka vonaton utazott visszatérőben a flottájához a támadás idején. A német hadművelet történelminek számított, mivel Michiel de Ruyter tengernagy vezette holland flotta akciói óta nem lövették idegen hadihajók az angol partokat. A britek számára önmagában is kellemetlen esetet Winston Churchill, az admiralitás első lordja azzal a megjegyzéssel igyekezett bagatellizálni, miszerint a britek nem hitték el, hogy a németek csak Yarmouth rövid bombázására érkeztek és arra vártak, hogy történik is majd valami.
Ingenohl tengernagy a kevésszámú és nagy értékű felderítőhajók ilyen messzire való előreküldését az ellenséges partokhoz túlságosan nagy kockázatnak tartotta. Ellenben a német történetírás meglátása szerint a hadműveletre stratégiai szempontból túl későn került sor ahhoz, hogy a flandriai harcokra befolyással legyen, mivel az itteni eseményekre a Marne-i csatától kezdődően a calais-i csatáig lehetett volna hatással.

## Csatarend
Royal Navy
- HMS Halcyon, aknaszedő (őrjárat vezérhajója)
- HMS Lively, romboló
- HMS Leopard, romboló
- HMS Success, romboló
- HMS E10, tengeralattjáró
- HMS D5, tengeralattjáró
- HMS D3, tengeralattjáró

Kaiserliche Marine
- SMS Seydlitz, csatacirkáló, zászlóshajó
- SMS von der Tann, csatacirkáló
- SMS Moltke, csatacirkáló
- SMS Blücher, páncélos cirkáló
- SMS Straßburg, könnyűcirkáló
- SMS Graudenz, könnyűcirkáló
- SMS Kolberg, könnyűcirkáló
- SMS Stralsund, könnyűcirkáló

## Fordítás
- Ez a szócikk részben vagy egészben  a   Raid on Yarmouth című angol Wikipédia-szócikk ezen változatának fordításán alapul.  Az eredeti cikk szerkesztőit annak laptörténete sorolja fel. Ez a jelzés csupán a megfogalmazás eredetét és a szerzői jogokat jelzi, nem szolgál a cikkben szereplő információk forrásmegjelöléseként.